# Ivan Sjisjkin
Ivan Ivanovitj Sjisjkin (russisk: Ива́н Ива́нович Ши́шкин, tr. Iván Ivánovitj Sjísjkin; født 13. januar 1831 i Jelabuga i Vjatka guvernement, Det Russiske Kejserrige, død 20. marts 1898 i Sankt Petersborg) var en russisk maler. 
Sjisjkin, elev af akademierne i Moskva og Sankt Petersborg 1857—61, videreuddannet i München og Zürich til 1866, 1873 professor ved akademiet i Sankt Petersborg, har udmærket sig som landskabsmaler. Han var en udpræget type på Vandremalerne,  gående lige løs på den sandhed, han så, afvisende al malerisk forskønnelse af motiv og komposition. Atter og atter malede han sine russiske skove, veje, marker. Han ansås for endnu betydeligere som  landskabsraderer og tegner. 1895 udkom der fra Sjisjkins hånd en samling  på 30 litografier.

## Galleri
- Ivan Sjisjkin, En rugmark, 1878, Tretjakovgalleriet
- Ivan Sjisjkin, Morgen i en fyrreskov,  1886, Tretjakovgalleriet
- Ivan Sjisjkin, Regn i egeskov, 1891